# Miami-universiteit
De Miami-universiteit is een openbare universiteit in Oxford, in het zuidwesten van de staat Ohio (dus niet in Miami in Florida). De universiteit ligt op 50 noordwestelijk van Cincinnati. Ze behoort tot het University System of Ohio.
Miami-universiteit werd opgericht in 1809 en is de oudste universiteit ten westen van de Alleghenygebergte en de op zes na oudste staatshogeschool in de Verenigde Staten. Ze behoort tot de Public Ivy, waardoor ze gerekend kan worden tot de beste openbare instellingen voor hoger onderwijs van de VS.
De universiteit heeft vestigingen op vier plaatsen: in Oxford, Hamilton, Middletown en Butler County (West Chester), alle vier in Ohio, en nog een vestiging in Europa: de John E. Dolibois European Campus in het Luxemburgse Differdange.
De sportteams van de Miami-universiteit zijn de RedHawks. De universiteit is lid van de Mid-American Conference.

## Faculteiten
- Techniek en toegepaste wetenschappen
- Kunsten en wetenschappen
- Schone kunsten
- Economische wetenschappen (Richard T. Farmer School of Business)
- Graduate School

## Verbonden

### Als student
- Saniya Habboub (1901-1983), Libanees arts (afgestudeerd aan Western College of Women)
- Benjamin Harrison (1833-1901), president van de VS
- William Schaefer (1918), componist
- Art Clokey (1921-2010), regisseur en animator
- Tina Louise (1934), actrice
- Jane Fortune (1942-2018), filantroop en schrijfster
- Billy Joel (1949), singer-songwriter
- David Shaffer (1953), componist
- Kenneth Fuchs (1956), componist
- Maria Cantwell (1958), senator
- Brian Pillman (1962-1997), professioneel worstelaar
- Ron Harper (1964), basketbalspeler
- Steven Reineke (1970), componist
- Kate Voegele (1986), zanger en acteur

### Eredoctoraat
- Tenzin Gyatso (1935), veertiende dalai lama